# 클리블랜드 자연사 박물관

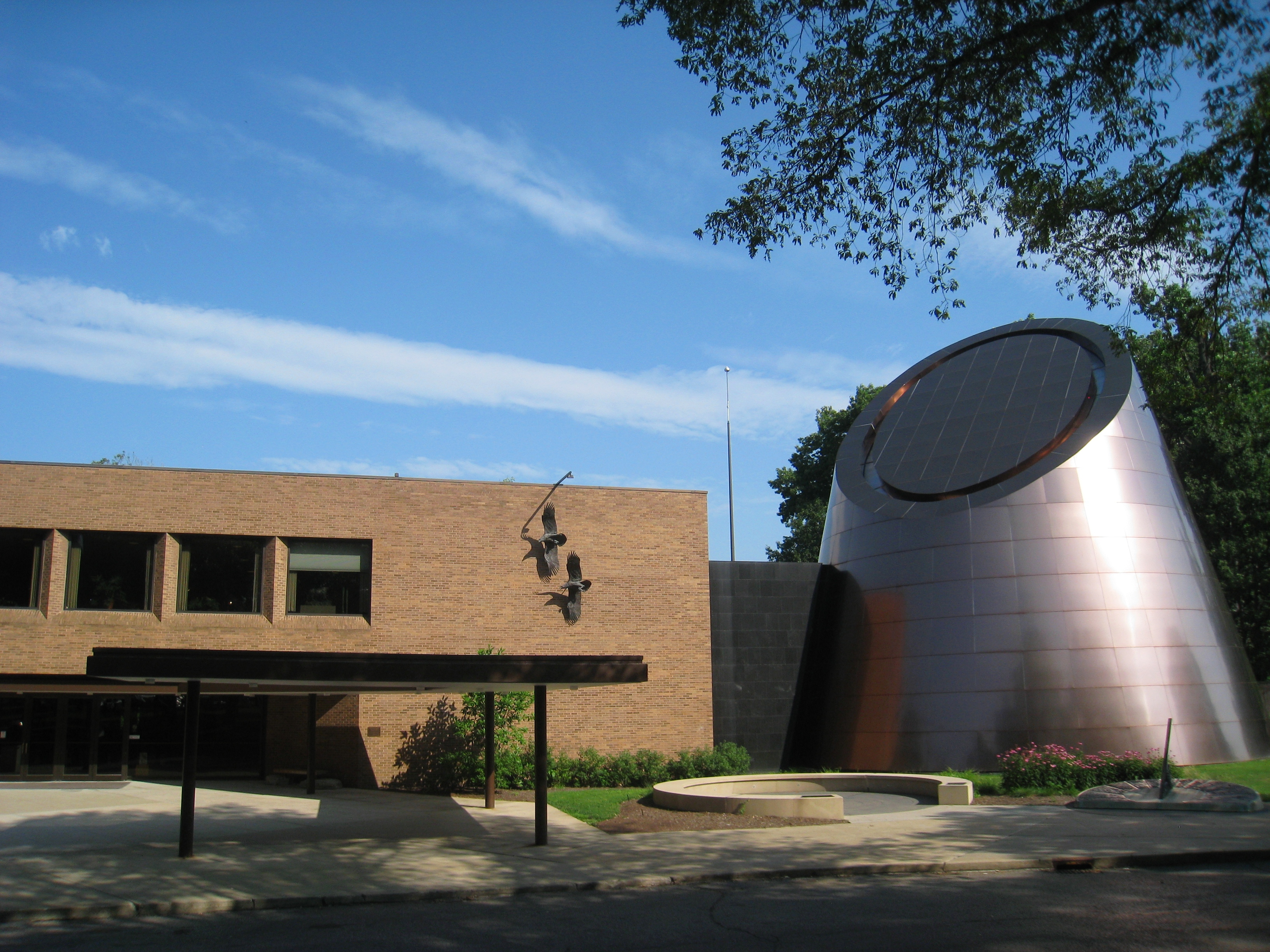
클리블랜드 자연사 박물관

클리블랜드 자연사 박물관(Cleveland Museum of Natural History)은 미국 오하이오주 클리블랜드에 위치한 자연사 박물관이다.
박물관은 매일 오전 10시부터 오후 5시까지 운영된다.